# Закон экономии времени
Закон экономии времени — общий экономический закон, определяющий источник и способ увеличения экономической эффективности. Был открыт К. Марксом.

## Определение
Согласно БСЭ закон экономии времени — это общий экономический закон выражающий источник и способ повышения экономической эффективности воспроизводства.

## Содержание
Закон экономии времени включает в себя:
- экономию рабочего времени, затрачиваемого в данный период времени в форме роста производительности труда, фондоотдачи, снижения материалоёмкости, оптимизации производства и т. д.;
- экономию результатов затрат рабочего времени прошлых периодов в форме снижения затрат на сырьё, материалы, комплектующие, оборудование и т. д.;
- экономию части внерабочего времени (времени на выполнение обязанностей за пределами работы) в форме механизации домашних работ, улучшения бытового обслуживания, сокращения затрат времени на транспорт, покупки, самостоятельного ремонта жилища, пошива одежды и т. п.